# Hyparrhenia coleotricha
Hyparrhenia coleotricha är en gräsart som först beskrevs av Ernst Gottlieb von Steudel, och fick sitt nu gällande namn av Nils Johan Andersson och Clayton. Hyparrhenia coleotricha ingår i släktet Hyparrhenia och familjen gräs. Inga underarter finns listade i Catalogue of Life.